# Neil Mellor
Neil Andrew Mellor (Sheffield, 4 novembre 1982) è un ex calciatore inglese, di ruolo attaccante.

## Biografia
Suo padre Ian Mellor, deceduto il 1° maggio 2024, era anch'egli un calciatore.

## Caratteristiche tecniche
Era un centravanti che disponeva di buon fiuto del gol. La sua carriera è stata condizionata dagli infortuni.

## Carriera

### Liverpool e prestiti al West Ham e al Wigan
Cresciuto nelle giovanili del Liverpool, a cui si è unito nel 1999, l'8 gennaio 2003 ha esordito nella semifinale di Coppa di Lega contro lo Sheffield Utd, in cui ha realizzato la rete dei Reds. Nel marzo del medesimo anno rinnova il proprio contratto con il club sino al 2006.
Nell'agosto 2003 viene ceduto in prestito al West Ham Utd. L'1 ottobre seguente realizza le sue prime reti con il club (oltreché in Premier League) nel successo per 3-0 contro il Crystal Palace. Con gli Hammers ha trovato poco spazio anche a causa di problemi fisici.
A fine prestito fa ritorno al Liverpool, con cui va a segno il 28 novembre 2004 in campionato realizzando il gol del decisivo 2-1 contro l'Arsenal nei minuti di recupero. L'8 dicembre seguente realizza la sua prima rete in Champions League nel successo per 3-1 ai gironi contro l'Olympiacos.
Nel gennaio 2006 viene ceduto in prestito al Wigan. Con i Latics trova poco spazio, ciononostante realizza (al debutto) il gol del definitivo 2-3 nel successo esterno contro il Middlesbrough.

### Preston N. E. e Sheffield Weds
Nell'agosto 2006 viene ceduto a titolo definitivo al Preston N.E..
Milita nel club sino all'estate 2010, in cui viene ceduto allo Sheffield Weds.
A fine prestito ritorno al Preston N.E., con cui milita per una stagione per poi annunciare il proprio ritiro il 9 maggio 2012 a causa di un grave infortunio al ginocchio.

## Dopo il ritiro
Al termine della carriera ha iniziato a lavorare in televisione come commentatore calcistico per Sky Sports e per la TV del Liverpool (nota come LFC TV).

## Palmarès

### Competizioni nazionali
- Coppa di Lega inglese: 1

Liverpool: 2002-2003

### Competizioni internazionali
- UEFA Champions League: 1

Liverpool: 2004-2005